# Redheadia
Redheadia is een monotypisch geslacht van schimmels uit de familie Sclerotiniaceae. Het bevat alleen Redheadia quercus.